# Hondevilliers
Hondevilliers település Franciaországban, Seine-et-Marne megyében. Lakosainak száma 260 fő (2022. január 1.). Hondevilliers Nogent-l’Artaud, Sablonnières, Verdelot, Villeneuve-sur-Bellot és Bassevelle községekkel határos.

## Népesség
A település népességének változása:
| Lakosok száma | 248  | 253  | 260  | 254  | 254  | 256  | 257  | 259  | 260  |
|               | 2013 | 2015 | 2016 | 2017 | 2018 | 2019 | 2020 | 2021 | 2022 |